# Елизабет Арпад
Елизабет е унгарска принцеса от рода на Арпадите, най-голямото дете на унгарския крал Ищван V (Стефан V) и Елизабет Куманката. Сестра ѝ Каталина Унгарска е омъжена за Стефан Драгутин. Другата ѝ сестра – Мария Унгарска е омъжена за Карл II Анжуйски, крал на Неапол.
Първият брак на Елизабет е с чешкият рицар Завиш фон Фалкенщайн. Сключва втори династичен брак със Стефан Милутин, за когото бракът също е повторен. От брака си със сръбския крал има дъщеря Анна Неда, която по-късно се жени за цар Михаил III Шишман и става царица на България.